# Jakob Kjeldbjerg
Jakob Kjeldbjerg (Frederiks, 21 ottobre 1969) è un conduttore televisivo ed ex calciatore danese, di ruolo difensore.

## Biografia
Mentre era un calciatore era anche studente di legge.

## Carriera

### Club
Giocò nelle serie minori danesi con Viborg e Holstebro, prima di esordire con questi ultimi in massima serie nel 1990. Successivamente passò al Silkeborg, sempre in massima serie danese. Nel 1993, dopo aver vinto il premio come miglior giocatore under-21 danese nella stagione 1992, passò al Chelsea per £485 000, con cui giocò di fatto 2 stagioni, prima di essere costretto a ritirarsi nel 1997 a causa di un infortunio al ginocchio.

### Nazionale
Giocò varie partite per le nazionali giovanili danesi, tra cui le tre partite della spedizione olimpica del 1992. In nazionale maggiore giocò 14 incontri, tra cui quella persa contro l'Argentina ai rigori valevole per la Coppa Artemio Franchi 1993.

### Dopo il ritiro
Ritiratosi dal calcio divenne un personaggio televisivo, noto principalmente in Danimarca. Già nel 1997 cominciò a lavorare in televisione commentando alcune partite del Chelsea per la televisione danese. A partire dal 2004 condusse Robinson Ekspeditionen, versione danese del format Survivor. Nel 2015 condusse la versione danese di I'm a Celebrity...Get Me Out of Here!.

## Statistiche

### Presenze e reti nei club
Statistiche aggiornate al termine della carriera
| Stagione         | Squadra          | Campionato       | Campionato | Campionato | Coppe nazionali | Coppe nazionali | Coppe nazionali | Coppe continentali | Coppe continentali | Coppe continentali | Altre coppe | Altre coppe | Altre coppe | Totale | Totale |
| Stagione         | Squadra          | Comp             | Pres       | Reti       | Comp            | Pres            | Reti            | Comp               | Pres               | Reti               | Comp        | Pres        | Reti        | Pres   | Reti   |
| ---------------- | ---------------- | ---------------- | ---------- | ---------- | --------------- | --------------- | --------------- | ------------------ | ------------------ | ------------------ | ----------- | ----------- | ----------- | ------ | ------ |
| 1985             | Viborg           | 2D               | ?          | ?          | CD              | ?               | ?               | -                  | -                  | -                  | -           | -           | -           | ?      | ?      |
| 1986             | Viborg           | 2D               | ?          | ?          | CD              | ?               | ?               | -                  | -                  | -                  | -           | -           | -           | ?      | ?      |
| 1987             | Holstebro        | 3D               | ?          | ?          | CD              | ?               | ?               | -                  | -                  | -                  | -           | -           | -           | ?      | ?      |
| 1988             | Viborg           | 2D               | ?          | ?          | CD              | ?               | ?               | -                  | -                  | -                  | -           | -           | -           | ?      | ?      |
| 1989             | Viborg           | 2D               | ?          | ?          | CD              | ?               | ?               | -                  | -                  | -                  | -           | -           | -           | ?      | ?      |
| 1990             | Viborg           | 1D               | 26         | 1          | CD              | ?               | ?               | -                  | -                  | -                  | -           | -           | -           | 26+    | 1+     |
| Totale Viborg    | Totale Viborg    | Totale Viborg    | 26+        | 1+         |                 | ?               | ?               |                    | -                  | -                  |             | -           | -           | 26+    | 1+     |
| 1991             | Silkeborg        | SL               | 18         | 2          | CD              | ?               | ?               | -                  | -                  | -                  | -           | -           | -           | 18+    | 2+     |
| 1991-1992        | Silkeborg        | SL               | 22         | 2          | CD              | ?               | ?               | -                  | -                  | -                  | -           | -           | -           | 22+    | 2+     |
| 1992-1993        | Silkeborg        | SL               | 31         | 7          | CD              | ?               | ?               | -                  | -                  | -                  | -           | -           | -           | 31+    | 7+     |
| 1993-1994        | Silkeborg        | SL               | 2          | 0          | CD              | ?               | ?               | -                  | -                  | -                  | -           | -           | -           | 3+     | 0+     |
| Totale Silkeborg | Totale Silkeborg | Totale Silkeborg | 73         | 11         |                 | ?               | ?               |                    | -                  | -                  |             | -           | -           | 73+    | 11+    |
| 1993-1994        | Chelsea          | FD               | 29         | 1          | FACup+CdL       | 5+3             | 0               | -                  | -                  | -                  | -           | -           | -           | 37     | 1      |
| 1994-1995        | Chelsea          | FD               | 23         | 1          | FACup+CdL       | 3+2             | 0               | CdC                | 1                  | 0                  | -           | -           | -           | 29     | 1      |
| 1995-1996        | Chelsea          | FD               | 0          | 0          | FACup+CdL       | 0               | 0               | -                  | -                  | -                  | -           | -           | -           | 0      | 0      |
| 1996-1997        | Chelsea          | FD               | 0          | 0          | FACup+CdL       | 0               | 0               | -                  | -                  | -                  | -           | -           | -           | 0      | 0      |
| Totale Chelsea   | Totale Chelsea   | Totale Chelsea   | 52         | 2          |                 | 13              | 0               |                    | 1                  | 0                  |             | -           | -           | 66     | 2      |
| Totale Carriera  | Totale Carriera  | Totale Carriera  | 151+       | 14+        |                 | 13+             | 0+              |                    | 1                  | 0                  |             | -           | -           | 185+   | 14+    |

### Cronologia presenze e reti in nazionale
| Cronologia completa delle presenze e delle reti in nazionale ― Danimarca | Cronologia completa delle presenze e delle reti in nazionale ― Danimarca | Cronologia completa delle presenze e delle reti in nazionale ― Danimarca | Cronologia completa delle presenze e delle reti in nazionale ― Danimarca | Cronologia completa delle presenze e delle reti in nazionale ― Danimarca | Cronologia completa delle presenze e delle reti in nazionale ― Danimarca | Cronologia completa delle presenze e delle reti in nazionale ― Danimarca | Cronologia completa delle presenze e delle reti in nazionale ― Danimarca |
| Data                                                                     | Città                                                                    | In casa                                                                  | Risultato                                                                | Ospiti                                                                   | Competizione                                                             | Reti                                                                     | Note                                                                     |
| ------------------------------------------------------------------------ | ------------------------------------------------------------------------ | ------------------------------------------------------------------------ | ------------------------------------------------------------------------ | ------------------------------------------------------------------------ | ------------------------------------------------------------------------ | ------------------------------------------------------------------------ | ------------------------------------------------------------------------ |
| 18-11-1992                                                               | Belfast                                                                  | Irlanda del Nord                                                         | 0 – 1                                                                    | Danimarca                                                                | Qual. Mondiali 1994                                                      | -                                                                        | 46’                                                                      |
| 30-1-1993                                                                | Phoenix                                                                  | Stati Uniti                                                              | 2 – 2                                                                    | Danimarca                                                                | Amichevole                                                               | 1                                                                        | 60’                                                                      |
| 24-2-1993                                                                | Mar del Plata                                                            | Argentina                                                                | 1 – 1 (5 – 4 dtr)                                                        | Danimarca                                                                | Coppa Artemio Franchi 1993                                               | -                                                                        |                                                                          |
| 31-3-1993                                                                | Copenaghen                                                               | Danimarca                                                                | 1 – 0                                                                    | Spagna                                                                   | Qual. Mondiali 1994                                                      | -                                                                        |                                                                          |
| 14-4-1993                                                                | Copenaghen                                                               | Danimarca                                                                | 2 – 0                                                                    | Lettonia                                                                 | Qual. Mondiali 1994                                                      | -                                                                        |                                                                          |
| 28-4-1993                                                                | Dublino                                                                  | Irlanda                                                                  | 1 – 1                                                                    | Danimarca                                                                | Qual. Mondiali 1994                                                      | -                                                                        |                                                                          |
| 2-6-1993                                                                 | Copenaghen                                                               | Danimarca                                                                | 4 – 0                                                                    | Albania                                                                  | Qual. Mondiali 1994                                                      | -                                                                        |                                                                          |
| 25-8-1993                                                                | Copenaghen                                                               | Danimarca                                                                | 4 – 0                                                                    | Lituania                                                                 | Qual. Mondiali 1994                                                      | -                                                                        |                                                                          |
| 28-9-1993                                                                | Tirana                                                                   | Albania                                                                  | 0 – 1                                                                    | Danimarca                                                                | Qual. Mondiali 1994                                                      | -                                                                        |                                                                          |
| 13-10-1993                                                               | Copenaghen                                                               | Danimarca                                                                | 1 – 0                                                                    | Irlanda del Nord                                                         | Qual. Mondiali 1994                                                      | -                                                                        |                                                                          |
| 9-3-1994                                                                 | Londra                                                                   | Inghilterra                                                              | 1 – 0                                                                    | Danimarca                                                                | Amichevole                                                               | -                                                                        |                                                                          |
| 26-5-1994                                                                | Copenaghen                                                               | Danimarca                                                                | 1 – 0                                                                    | Svezia                                                                   | Amichevole                                                               | -                                                                        | Ammonizione                                                              |
| 1-6-1994                                                                 | Oslo                                                                     | Norvegia                                                                 | 2 – 1                                                                    | Danimarca                                                                | Amichevole                                                               | -                                                                        | 46’                                                                      |
| 12-10-1994                                                               | Copenaghen                                                               | Danimarca                                                                | 3 – 1                                                                    | Belgio                                                                   | Qual. Euro 1996                                                          | -                                                                        | 76’                                                                      |
| Totale                                                                   |                                                                          | Presenze                                                                 | 14                                                                       |                                                                          | Reti                                                                     | 1                                                                        |                                                                          |

## Palmares

### Individuale
- Miglior calciatore Under-21 danese: 1

1992